# Carlos Menjívar
Carlos Alberto Menjívar Aguilar (San Francisco, 13 aprile 1981) è un ex calciatore salvadoregno, di ruolo centrocampista.

## Caratteristiche tecniche
Poteva ricoprire vari ruoli del centrocampo. Il suo ruolo naturale era quello di centrocampista centrale, ma poteva giocare anche come centrocampista difensivo o come trequartista.

## Carriera

### Club
Ha cominciato a giocare negli Stati Uniti, al Los Angeles. Nel 2000 è passato al S.D.S.U. Aztecs. Nel 2001 si è trasferito al FAS. Nel 2004 è stato acquistato dall'Águila. Nel gennaio 2006 è tornato al FAS. Nel 2007 è passato all'Once Municipal. Nel 2008 si è accasato all'Isidro Metapán. Nel 2009 è stato acquistato dal Municipal Limeño. Nel 2010 è passato alla Juventud Independiente. Nel gennaio 2015 si è trasferito al Santa Tecla.

### Nazionale
Ha debuttato in Nazionale nel 2002. Ha partecipato, con la Nazionale, alla Gold Cup 2003 e alla Gold Cup 2007. Ha collezionato in totale, con la maglia della Nazionale, 17 presenze.